# Molière
Molière, egentligen Jean-Baptiste Poquelin, döpt 15 januari 1622 i kyrkan Saint-Eustache i Paris, död 17 februari 1673 i Paris, var en fransk dramatiker, teaterägare, författare, skådespelare och regissör. Molière är känd för sina komedier som till exempel Den girige, Tartuffe, Den inbillade sjuke, Misantropen och Don Juan. Han räknas som en ledande företrädare för franskklassicismen.
År 1643 antog han pseudonymen Molière i samband med att han bildade teatergruppen Illustre Théâtre (den lysande teatern). Molière spelade ofta själv huvudrollen i sina pjäser, vilka genomgående drev med aktuella företeelser med hjälp av en stor portion avslöjande ironi. Hans pjäser var mycket uppskattade under hans tid och sätts fortfarande upp världen över. Han avled kort efter sin egen föreställning av Den inbillade sjuke.

## Biografi
Jean-Baptiste Poquelin föddes som son till tapetseraren Jean Poquelin och Marie Cressé, som dog då Jean-Baptiste var tio år gammal. Jean-Baptiste påbörjade troligen sin utbildning på en liten parisisk skola innan han skrevs in på den prestigefyllda Collège jésuite de Clermont för att avsluta studierna.
När Molière var 18 år gammal anskaffade fadern Jean Poquelin en titel (Tapissier ordinaire du chambre du Roi) vilken han köpte med pengar från Richelieus utvidgning av domstolskontoren. Titeln krävde enbart tre månaders arbete och en startsumma på 1 200 livre; titeln gav i gengäld 300 livre om året och flera lukrativa kontrakt. Jean-Baptiste studerade även till byadvokat någon gång runt 1642, antagligen i Orléans, men det är inte dokumenterat att han någonsin kvalificerades för detta. Så långt hade han följt sin fars plan och det hade givit resultat; han hade minglat med adeln på College och verkade ha en karriär utstakad för sig inom ett högt ämbete, en bra framtid för en 20-årig man i 1600-talets Frankrike.
Det var vid den här tiden som Molière tappade förtjusningen över sin fars planer. När han var 21 år gammal, bestämde han sig för en karriär på scenen. Han hade redan mött den vackra Madeleine Béjart och med 630 livre gick han ihop med henne, samt en bror och en syster till henne, för att skapa L'Illustre Théâtre efter att ha tagit farväl av sin far.
Molière blev ledare för gruppen; möjligtvis tack vare sina skådespelartalanger, eller för hans studier inom lag och ordning. Gruppen fick dock snabbt stora skulder, främst genom hyran av teatern som de hade skulder på 2 000 livre till. Historiker är inte överens om vem som betalade hans borgenssumma. Det kan ha varit hans far eller någon entusiast för gruppen, men efter endast fyra veckor återvände Molière till gruppen. Vid samma tidpunkt började han även använda pseudonymen Molière, möjligtvis inspirerad av en liten by med samma namn i södra Frankrike nära Le Vigan. Namnbytet berodde antagligen på att han ville bespara sin far skammen att ha en skådespelare i familjen.
Efter episoden i fängelset insåg Molière vad han borde ha gjort från första början: att lära sig sitt yrke. Han och Madeleine påbörjade sin turné i provinserna; en resa som skulle pågå i 14 år, under vilken han från början spelade tillsammans med Charles Dufresnes ensemble och senare tillsammans med sin egen. Få pjäser har överlevt från den tiden, men perioden är väl dokumenterad i dagboksanteckningar av skådespelaren La Grange (pseudonym för Charles Varlet i Molières trupp). De mest noterbara är L'Etourdi och Le docteur amoureux; två pjäser som definitivt gjorde att Molière flyttade från den Italien-influerande Commedia dell'arte som påverkat hans tidigare verk till den typ av gycklande ton som skulle bli hans signum. Under sin resa mötte han prinsen av Conti, guvernören av Languedoc, som blev hans mentor (Molières teatersällskap fick namn efter honom). Deras vänskap slutade senare när Conti, efter att ha fått syfilis (genom att ha tillbringat en natt med en prostituerad istället för med sin vanliga älskarinna), försökte försonas med religionen och på så sätt bota sig själv. Conti fick en religiös rådgivare, något som var vanligt vid den tiden, som gav honom rådet att inte hålla några skådespelare och istället gå ihop med Molières fiender i Parti des Dévots och Compagnie de Saint Sacrement.

### Ankomsten till Paris
Molière tvingades nå Paris i omgångar, genom att vänta utanför i några veckor för att lära känna societetsfolk och låta ryktet om sig växa. Molière nådde Paris 1658 och spelade på Louvren (som då uthyrdes som teater) i Corneilles tragedi Nicomède och i farsen Le Docteur amoureux med en del framgång. Han tilldelades titeln Troupe de Monsieur (Monsieur var kungens bror) och med hjälp av Monsieur förenades Molières teatersällskap med ett framgångsrikt italienskt Commedia dell'arte-sällskap. Han blev etablerad vid deras teater Petit-Bourbon, där han den 18 november 1659 framförde premiären av De löjliga preciöserna (Les Précieuses Ridicules), ett av hans mästerverk.
De löjliga preciöserna var det första av Molières många försök att förlöjliga vissa beteenden och tillgjordhet som var vanliga i Frankrike då. Den här pjäsen förlöjligar främst preciositeten och Académie Française, en organisation skapad av Richelieu för att organisera och klassificera reglerna för den växande franska teatern; de förespråkade en enighet av tid och handlande, och stilar på verserna. Molière är ofta associerad med påståendet att komedi castigat ridendo mores (kritiserar vanor genom humor), en fras som myntades av en av hans samtida, Jean de Santeuil och ibland misstas för ett klassiskt latinskt ordspråk. Stilen och innehållet i hans första framgångar kom snabbt i centrum för en stor litterär debatt.

### Karriärens höjdpunkt
Molière uppnådde sin största berömmelse under 1660-talet. Under denna period, liksom senare, var han kanske särskilt uppskattad för sina komedier.

### Död
Ett av de mest berömda ögonblicken i Molières liv är det sista, som blev en legend; han dog inte på scen, mitt under Den inbillade sjuke, utan kollapsade där och dog några timmar senare i sitt hem, utan att få sista smörjelsen eftersom två präster vägrade besöka honom och en tredje anlände för sent. Det påstås, att Molière var klädd i gult och på grund av detta finns skrock om att gult ger skådespelare otur.
Eftersom han var skådespelare fick han, enligt den tidens lagar, inte bli begravd på en vanlig kyrkogård i helig jord. Det var hans fru Armande som bad kung Ludvig XIV att tillåta en "vanlig" begravning att förrättas under natten. Kungen gick med på detta och Molière begravdes i en del av kyrkogården som var reserverad för odöpta barn. 
År 1792 fördes Molières kvarlevor till museet för franska monument och 1817 flyttades de till Père-Lachaise i Paris, nära Jean de La Fontaine.

## Utmärkelser
Nedslagskratern Molière på planeten Merkurius och asteroiden 3046 Molière är uppkallade efter honom.

## Komedier
- Le Médecin volant (1659)
- De löjliga preciöserna (Les Précieuses ridicules, 1659)
- Sganarelle (Sganarelle, ou Le Cocu imaginaire, 1660)
- Skola för äkta män (L'École des maris, 1661)
- Plågoandar (Les Fâcheux, 1661)
- Hustruskolan (L'école des femmes, 1662)
- Improvisation på slottet (L'Impromptu de Versailles, 1663)
- Det påtvingade giftermålet (Le Mariage forcé, 1664)
- Don Juan (Dom Juan ou Le Festin de pierre, 1665)
- Kärleken som läkare (L'Amour médecin, 1665)
- Läkare mot sin vilja (Le Médecin malgré lui, 1666)
- Amphitryon (1668)
- George Dandin (George Dandin ou le Mari confondu, 1668)
- Den girige (L'Avare, 1668)
- Tartuffe (Le Tartuffe ou l'Imposteur, 1664)
- Misantropen (Le Misanthrope ou l'Atrabilaire amoureux, 1666)
- Monsieur de Pourceaugnac (1669)
- Den adelstokige borgaren (Le Bourgeois gentilhomme, 1670)
- Scapins skälmstycken (Les Fourberies de Scapin, 1671)
- Grevinnan d'Escarbagnas (La Comtesse d'Escarbagnas, 1671)
- Lärda fruntimmer (Les Femmes savantes, 1672)
- Den inbillade sjuke (även med titlarna Hypokondern och Den inbillningssjuke) (Le malade imaginaire, 1673)

Molières komedier har översatts otaliga gånger till svenska; största samlingsutgåvan är Komedier (översättning Allan Bergstrand, Allhem, 1965) i fem band.